# Sainte-Cécile-les-Vignes
Sainte-Cécile-les-Vignes è un comune francese di 2 353 abitanti situato nel dipartimento della Vaucluse della regione della Provenza-Alpi-Costa Azzurra.

## Società

### Evoluzione demografica
Abitanti censiti